# Калоцедрус
Калоцедрус (лат. Calocedrus) — род хвойных деревьев семейства Кипарисовые (Cupressaceae).

## Виды
По информации базы данных The Plant List (на июль 2016) род включает 5 видов:
- Calocedrus decurrens (Torr.) Florin — Калоцедрус низбегающий
- Calocedrus formosana (Florin) Florin — Калоцедрус формозский
- Calocedrus macrolepis Kurz — Калоцедрус крупночешуйчатый
- Calocedrus rupestris Aver., T.H.Nguyên & P.K.Lôc